# Bardot (série télévisée)
Pour les articles homonymes, voir Bardot.
Production
Diffusion
Bardot est une série télévisée française écrite et réalisée par Danièle et Christopher Thompson, et diffusée en France du 8 au 22 mai 2023 sur France 2 et au Québec à partir du 4 janvier 2024 sur ARTV et en clair sur Radio-Canada à partir du samedi, 26 avril 2025.
La série est une coproduction de Federation Studios, GFilms et RTI - Mediaset Group, réalisée avec la participation de France Télévisions et le soutien de la région Île-de-France et de la région Provence-Alpes-Côte d'Azur,.
Elle est présentée en première mondiale au Festival Séries Mania à Lille le 18 mars 2023,,.

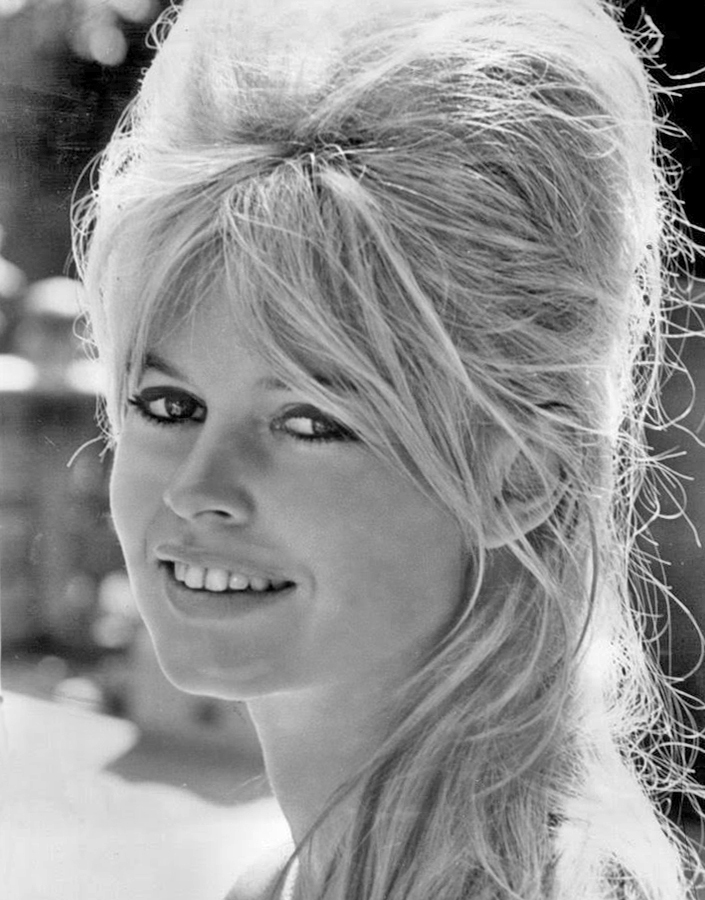
Brigitte Bardot en 1962.

## Synopsis
La série télévisée raconte la vie intime de Brigitte Bardot entre 1949 et 1960. Élevée dans une famille dont elle a reçu une éducation stricte, elle rêve de devenir danseuse. En 1949, alors âgée de 15 ans, elle rencontre Roger Vadim, qui va la lancer dans le monde du cinéma. La série expose le destin de l'actrice dont la vie devient un feuilleton médiatique, prise entre sa réussite et la rançon de la gloire.

## Distribution

### Famille Bardot
- Julia de Nunez : Brigitte Bardot
  - Valentine Bourgeois : Brigitte Bardot enfant
- Géraldine Pailhas : Anne-Marie Mucel, dite Toty, la mère de Brigitte Bardot
- Hippolyte Girardot : Louis Bardot, dit Pilou, le père de Brigitte Bardot
- Lou Gable : Mijanou Bardot
  - Romane Lavrard Vancraeynest : Mijanou enfant
  - Gaïa Muguet Notter : Mijanou jeune
- Bernard Murat : Le Boum, Léon Mucel, le père de Toty et grand-père de Brigitte

### Réalisateurs, producteurs et agents d'artistes
- Victor Belmondo : Roger Vadim
- Yvan Attal : Raoul Lévy
- Anne Le Ny : Olga Horstig, l'agent de B.B.
- Laure Marsac : Christine Gouze-Rénal
- Louis-Do de Lencquesaing : Henri-Georges Clouzot
- Charles Clément : le réalisateur Marc Allégret[9]

### Acteurs
- Noham Edje : Jean-Louis Trintignant
- Oscar Lesage : Jacques Charrier
- Jules Benchetrit : Sami Frey
- César Chouraqui : Christian Marquand

### Chanteurs
- Mikaël Mittelstadt : Gilbert Bécaud
- Fabian Wolfrom : Sacha Distel

### Presse
- Laurent Stocker : Pierre Lazareff
- Giuseppe Maggio : Enzo
- Nicolas Beaucaire : Jean Cau

### Épouses
- Florence Muller : Lucienne Lévy
- Ludmilla Makowski : Stéphane Audran, la femme de Jean-Louis Trintignant
- Natalia Pujszo : Monique Bécaud
- Crystal Shepherd-Cross : Hélène Lazareff
- Caroline Gay : Véra Clouzot

### Autres personnages
- Xavier Lemaître : Georges Cravenne
- Bruno Paviot : François Mitterrand
- Valentina Romani : Peggy, la doublure de B.B.
- Jean Franco : Alain Carré, le secrétaire particulier et chauffeur de B.B.
- Lucy Loste Berset : Simone
- Anna Mihalcea : Odette
- Jean-Paul Bordes : Colonel Joseph Charrier
- Juliette Allain : Évelyne
- Quitterie Majorel : Suzanne
- Daniel-Jean Colloredo : le docteur Marineau (épisode 3)
- Julie Arnold : Mouissa, la nounou de Jacques et Brigitte (épisode 5)
- Charles Clément : Marc Allégret (épisode 1)
- Claudine Régnier : mamie Mucel

## Production

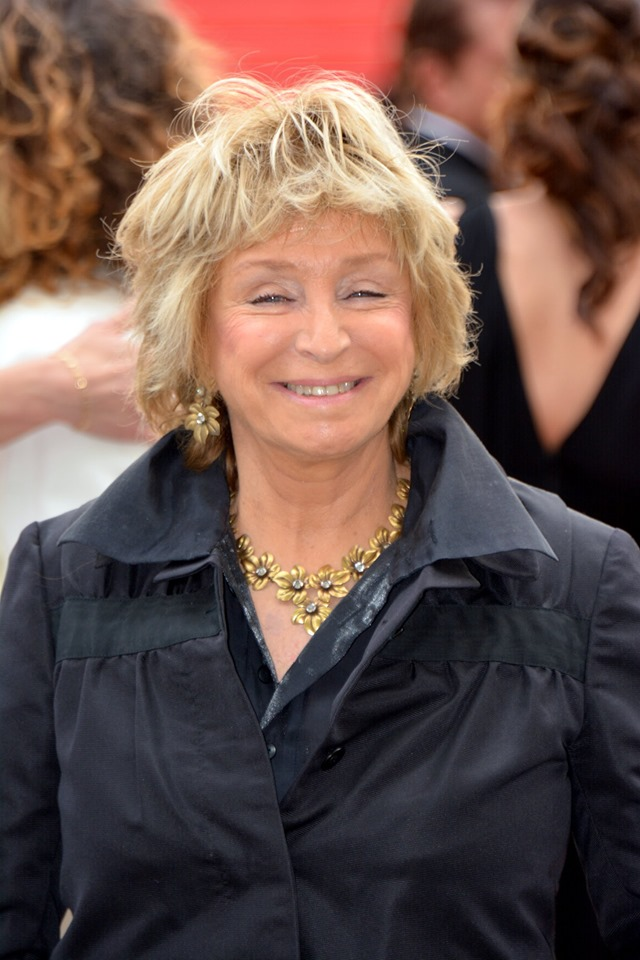
Danièle Thompson.

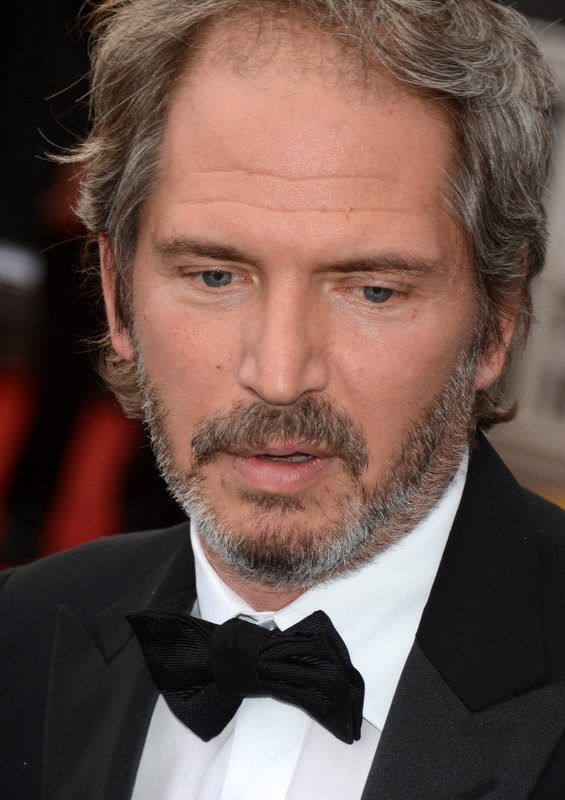
Christopher Thompson.

### Genèse et développement
La série est écrite et réalisée par Danièle Thompson et son fils Christopher Thompson,,.
Le coproducteur Pascal Breton confie au journal 20 Minutes : « Quand j'ai fini Sous le soleil à Saint-Tropez, je me suis dit : “Je veux raconter Bardot”, parce que c'est toute l'histoire du cinéma et celle d'une des femmes qui a le plus marqué ». La coproductrice Judith Rochelois précise « Ce qui nous intéressait, c'était de nous pencher sur la naissance de l'icône BB, de réfléchir à la genèse de ce mythe, de connaître la femme et la jeune fille derrière ».
Danièle Thompson, qui coréalise les six épisodes avec son fils Christopher, résume la série en ces termes : « Bardot, c'est l'histoire d'une jeune fille qui, comme toutes les autres, cherche l'amour et la réussite, mais dont les rêves se fracassent contre l'hystérie qu'elle déchaîne ».
Le 31 décembre 2022, Brigitte Bardot déclare au Journal du dimanche : « Je ne suis même pas au courant de ce truc. Mais je m'en moque : la seule chose qui importe c'est ma vraie vie avec moi dedans. Et pas des biopics à la con »,.

### Attribution des rôles
La production cherchait « une actrice encore inconnue du grand public » pour tenir le rôle de Brigitte Bardot.
Elle retient Julia de Nunez qui n'est encore jamais apparue à l'écran auparavant et qui est sortie diplômée en 2021 de l'école d'art dramatique privée Périmony, une école fondée à Paris durant les années 1960 par Jean Périmony et qui a notamment vu passer des comédiennes et des comédiens comme Fanny Ardant, Sabine Azéma, Marlène Jobert, Camille Cottin et François Cluzet,,,,,,.
Jusque fin mai 2022, la production garde secrète l'identité de celle qui incarnera BB à l'écran,.
Le 13 juin 2022, France 2 dévoile enfin une photo de celle qui incarne le rôle-titre, un cliché que la presse estime « à couper le souffle tant la ressemblance est frappante », bluffante voire troublante,, avec ses cheveux blonds, ses yeux azur et ses lèvres charnues.
La coréalisatrice Danièle Thompson qualifie l'actrice de « créature de rêve avec de la personnalité »,.
Marie-Astrid Périmony, la directrice de l'école Périmony, dit de Julia de Nunez : « Une élève discrète mais très prometteuse et investie, avec une belle énergie ! Julia a participé au casting, a été retenue et du coup a mis en pause sa formation pour interpréter ce rôle iconique qui ne se refuse pas. Elle a beaucoup travaillé pour s'imprégner de la vie de son modèle et que ce premier rôle fasse date dans sa carrière ».
Quant à Anne-Marie Mucel, la mère de Brigitte Bardot, elle est incarnée dans la série par Géraldine Pailhas, la compagne du réalisateur Christopher Thompson.

### Tournage
Le tournage de la série a lieu du fin février à mi-juin 2022 entre la région parisienne et celle de Saint-Tropez,,,.

Danièle Thompson se souvient que « la consigne initiale était simple : ne jamais imiter, incarner » et son fils Christopher souligne à ce sujet : 

« Il peut y avoir quelque chose d'écrasant dans l'idée d'interpréter un personnage réel, vivant et mythique comme l'est Bardot, mais Julia a toujours semblé ne pas s'en préoccuper. Elle a simplement accepté d'incarner une jeune femme libre, amoureuse, mais traquée. C'est en jouant qu'elle s'est échappée du modèle. »

Julia de Nunez confie à Marion Géliot du magazine de mode Madame Figaro : « Je me suis beaucoup investie dans cette aventure, et il est arrivé un moment où je ne parvenais plus à prendre du recul. En faisant exister les émotions de Bardot, elles devenaient sincères ». Selon le magazine : 

« De Bardot, Julia connaissait les films emblématiques, mais son regard restait celui du grand public. Et ce n'est qu'en découvrant le scénario de la série qu'elle est entrée dans l'intimité du sex-symbol. Comme son intention et celle des réalisateurs n'était pas d'imiter Brigitte Bardot mais d'en chercher une juste incarnation, elle a vite cessé de se plonger dans les archives et préféré se glisser dans sa peau grâce à un travail corporel. »

 L'actrice a pris du recul : « C'est bizarre, mais ce rôle a mis de l'ordre dans ma vie. Son instabilité m'a conduit à rassembler un peu mes idées. C'est comme si j'avais suivi une espèce d'analyse qui fait du bien ».
À propos de Brigitte Bardot, la jeune actrice déclare au magazine Madame Figaro : « Je sais qu'elle a écrit à Danièle pour lui assurer sa confiance, tout en remarquant que tout ça était bien loin d'elle. Par élégance et parce que je pense que je le regretterai si je ne le faisais pas, j'envisage de lui écrire pour la remercier ».

Lors du Festival Séries Mania à Lille en mars 2023, Julia de Nunez déclare au quotidien La Voix du Nord : 

« Je la connaissais en tant que mythe et en tant que personnage public. J'avais vu beaucoup de ses films, j'aimais beaucoup ses chansons, elle m'était déjà familière, mais pas dans son intimité. C'est une des actrices qui m'ont donné envie de le devenir, surtout après avoir vu La Vérité d'Henri-Georges Clouzot. C'est un film que j'ai vu très jeune et qui m'a beaucoup marquée. J'aimerais évidemment que cette série la touche et lui plaise, nous avons voulu rendre hommage à cette femme. Mais je comprendrais complètement qu'elle ne veuille pas en entendre parler, qu'elle ne veuille rien avoir à faire avec moi. Ça peut être douloureux de voir notre vision, notre interprétation à nous de sa vérité. »

### Fiche technique
Sauf indication contraire, les informations mentionnées dans cette section peuvent être confirmées par la base de données cinématographiques Allociné,  présente dans la section « Liens externes ».
- Titre original : Bardot
- Réalisation et scénario : Danièle Thompson et Christopher Thompson[10],[11],[33]
- Musique : Arthur Simonini[7],[34]
- Décors : Denis Seiglan[7]
- Costumes : Marylin Fitoussi[7]
- Photographie : Michel Amathieu[7]
- Son : Antoine Deflandre
- Montage : Catherine Schwartz
- Production : Pascal Breton, Judith Rochelois et Ariel Zeitoun[11]
- Sociétés de production : Federation Studios, GFilms[2] et RTI - Mediaset Group
- Société de distribution : France Télévisions Distribution
- Pays de production :  France
- Langue originale : français
- Nombre de saisons : 1
- Nombre d'épisodes : 6
- Format : couleur
- Genre : série biographique
- Durée : 52 minutes[10],[33]
- Dates de diffusion :
  - France : 8 mai 2023[35],[14],[36]
  - Québec : 4 janvier 2024 sur ARTV

## Épisodes
La série comporte 6 épisodes :
1. Une enfant sage
2. B.B.
3. La Madrague
4. Le Papillon
5. Bébé
6. La Vérité

## Accueil

### Audiences et diffusion

#### En France
En France, la série est diffusée les lundis vers 21 h 10 sur France 2 par salve de deux épisodes du 8 au 22 mai 2023,,.
| Épisode              | Diffusion            | Diffusion            | Audience moyenne          | Audience moyenne                       | Audience moyenne         | Audience moyenne | Réf.   |
| Épisode              | Jour                 | Horaire              | Nombre de téléspectateurs | Part de marché (sur les 4 ans et plus) | Part de marché (FRDA-50) | Classement       | Réf.   |
| -------------------- | -------------------- | -------------------- | ------------------------- | -------------------------------------- | ------------------------ | ---------------- | ------ |
| 1                    | Lundi 8 mai 2023     | 21 h 10 - 22 h 05    | 3 010 000                 | 14,5 %                                 | 7 %                      | 1er              | [ 38 ] |
| 2                    | Lundi 8 mai 2023     | 22 h 05 - 23 h 00    | 2 812 000                 | 15,4 %                                 | 7 %                      | 1er              | [ 38 ] |
| 3                    | Lundi 15 mai 2023    | 21 h 10 - 22 h 05    | 2 216 000                 | 10,4 %                                 | 4,7 %                    | 3e               | [ 39 ] |
| 4                    | Lundi 15 mai 2023    | 22 h 05 - 23 h 00    | 2 126 000                 | 11,2 %                                 | 4,7 %                    | 3e               | [ 39 ] |
| 5                    | Lundi 22 mai 2023    | 21 h 10 - 22 h 05    | 2 068 000                 | 9,7 %                                  | 4,9 %                    | 3e               | [ 40 ] |
| 6                    | Lundi 22 mai 2023    | 22 h 05 - 23 h 00    | 1 862 000                 | 10,2 %                                 | 4,9 %                    | 3e               | [ 40 ] |
| Moyenne de la saison | Moyenne de la saison | Moyenne de la saison | 2 349 000                 | 11,9 %                                 | 5,5 %                    |                  | [ 41 ] |

- Les plus hauts chiffres d'audience
- Les plus bas chiffres d'audience

### Accueil critique
Lorsque la série est présentée en première mondiale au Festival Séries Mania à Lille en mars 2023, le journal Le Monde titre « Julia de Nunez crée la femme Bardot ».
Pour le site Le Journal des femmes, la ressemblance entre Brigitte Bardot et la jeune actrice qui l'incarnera sur le petit écran est frappante : « Œil de biche, crinière blond-dorée, bouche pulpeuse: l'actrice est le portrait de BB au même âge ».
Pour Elsa Keslassy, du magazine américain Variety, « La nouvelle venue Julia de Nunez incarne une Bardot moderne, affirmée et fougueuse - probablement idéalisée - et la ressemblance est saisissante ».
Pour Pierrick Geais, du magazine français Paris Match, « Julia de Nunez sublime Brigitte Bardot ».
Danièle Thompson assure : « On s'est juré que si on ne trouvait pas l'actrice miraculeuse, on ne tournerait pas la série. La ressemblance était moins importante que l'incarnation. Mais il en fallait un minimum pour créer une sorte de vertige dès la première scène », : « Mission accomplie » pour le site PurePeople.
Pour le magazine Télé 2 semaines, « Retracer le destin extraordinaire de Brigitte Bardot, icône française et figure incontournable du 7e Art, de son tout premier casting à 15 ans au tournage de « La Vérité » de Henri-Georges Clouzot, 10 ans après, était un sacré challenge à relever. Pari réussi pour Danièle Thompson et son fils Christopher Thompson avec cette série événement aussi prenante qu'émouvante, servie par une distribution impeccable ([…] et surtout la jeune Julia de Nunez, épatante dans la peau de Bardot) ».
Pour Alexandre Letren du site VL-Media, « La direction artistique est fluide et sublime, tout comme la photographie, et le générique est véritablement somptueux, teintée d'une ambiance chic à la Hitchcock des années 50. Si le casting a été particulièrement soigné, la réussite même de la série tient entre les mains de Julia De Nunez. Bien plus qu'une actrice incarnant Bardot, elle transcende son personnage et son alter ego fictionnel révèle au grand jour la puissance d'une jeune femme et d'une jeune actrice aussi sublime et intense que l'actrice qu'elle incarne. Julia de Nunez est de tous les plans mais ne fatigue jamais l'image car elle a toujours quelque chose de nouveau à proposer. Sa ressemblance avec BB est d'ailleurs assez perturbante tant les deux femmes se révèlent proches l'une de l'autre ».
Katia De la Ballina, du magazine Le Point, est plus nuancée. D'un côté, elle souligne que « cette jeune femme de 22 ans, qui fait là ses premiers pas devant la caméra, crève littéralement l'écran dans la peau de la star internationale en devenir. La ressemblance est saisissante jusqu'à être troublante, depuis la blondeur échevelée, jusqu'aux yeux de biche en passant par la moue boudeuse » mais, de l'autre, elle objecte qu'« une distribution, aussi brillante soit-elle, ne suffit pas pour passionner, sinon convaincre. Formellement soignée mais très (trop ?) classique, la série a la beauté glacée des pages de magazine sur lesquelles l'image de l'actrice a été exploitée jusqu'à l'excès, ses amours impitoyablement disséquées. Elle manque de chair et, malgré la rage d'exister de son héroïne, de vie ».
Anaïs Berno, du journal Ouest-France, pose la question : « Qui pouvait bien jouer la femme qui a déchaîné les passions du monde entier ? Si le défi était de taille, la jeune Julia de Nunez, 23 ans, l'a relevé haut la main. Au-delà d'une ressemblance physique évidente entre les deux femmes, c'est dans son attitude naturellement ingénue que la jeune inconnue ressemble le plus à celle qu'elle incarne. Juvénile, sexy malgré elle, fougueuse, parfois impertinente mais cachant une grande intelligence, Julia de Nunez ne semble pas avoir besoin de jouer pour capter ce qui fait l'essence de Brigitte Bardot. Une révélation ».